# Estación Tangue
Tangue fue una estación de ferrocarril que se hallaba en la hacienda homónima dentro de la comuna de Ovalle, en la Región de Coquimbo de Chile. Fue parte del Ramal Tongoy-Ovalle y actualmente se encuentra inactiva, con las vías levantadas.

## Historia
Si bien el trazado donde se ubicaba la estación formaba parte del primer tramo del ramal ferroviario que comunicaba con Tongoy y que fue inaugurado en 1867, la estación no aparece en los primeros listados de estaciones ferroviarias, como los de Enrique Espinoza (1895) o José Olayo López (1910), siendo mencionada por Santiago Marín Vicuña en 1916 bajo el nombre de «Chañar» y la ubica a una altitud de 108 m s. n. m.
En crónicas de 1911 aparece mencionada la estación Chañar como un paradero ubicado a 21 km de Tongoy, mientras que las casas de la hacienda El Tangue estaban 5 kilómetros al norte de la estación, a 16 kilómetros de Tongoy. El cambio de nombre de la estación, de Chañar a Tangue, ocurrió mediante decreto del 4 de febrero de 1916.
En mapas oficiales de 1929 la estación aparece mencionada bajo el nombre de «Tangue». La estación dejó de prestar servicios cuando fue clausurada junto con el resto del ramal en 1938 y las vías fueron levantadas.